# 加拿大LGBT權益
在保障女同性戀者、男同性戀者、雙性戀者與跨性別者（LGBT）權益方面，加拿大是整個美洲甚至全球最先進的國家之一。

## 历史

世界性别多元／非二元性别法定认可地图
可以自愿选择非二元／第三性别选项
仅限间性人可选
第三性别标准
间性标准
未法律认可非二元／第三性别／无数据

数百年来，加拿大原住民族群记录并实践了跨性别与易装文化。各族群以自己语言与观念处理性别、多元身份与性认同。许多跨性别者在传统文化中享有崇高地位，担任失去家庭的儿童照护者、精神医治者或战士。
克里族（克里人）中，称男性出身却表现与行为为女性者为napêw iskwêwisêhot，而与之相反、女性出身却以男性出现者称为iskwêw ka napêwayat。库特奈族称女性担任传统男性角色者为titqattek。黑脚联盟使用aakíí’skassi（意为“动作如女子”，亦拼作a’yai-kik-ahsi）形容男性穿着女性服饰并从事传统女性事务，如编篮与制陶。
其他族群也有类似词汇：因纽特人的sipiniq（ᓯᐱᓂᖅ）、阿西尼博因人的wįktą、特林吉特人的gatxan、齐姆夏安人的kanâ'ts。奥吉布瓦人中，男转女者称为ikwekaazo，意为“选择以女性身分行动的男性”；女转男者称为ininiikaazo。
欧洲殖民者将这些人称为“同性恋”、“男女混合体”或“杂交者”（berdache，一种侮辱性词汇，意指男妓），如今已被弃用。随着基督宗教传入并推动殖民，这些传统逐渐凋零。跨性别个体被强迫同化入欧洲中心主义社会观，原住民族群内部对性别的理解也随之转变。
1990年代初，原住民族群开始重拾自身传统与文化。LGBT原住民群体提出“雙靈人”（two-spirit）一词，用以指涉原住民族传统文化中的“第三性別”。现今，“雙靈人”常被用于指具有传统性别特质者，有时亦泛指整个原住民LGBT群体。因此，“LGBT2S”或“LGBTQ2S”成为常见用语，其中“2S”表示雙靈人，有时亦简写为“LGBTQ2”。
同性恋与同性关系亦有历史记录。例如，在米克马克族中，有“Geenumu Gessalagee”（意为“他爱男人”）的表达方式来指代男性同性恋者。
在英屬北美时期，男性间性行为属死刑重罪。尽管如此，并无确切死刑记录，政治人物通常不愿严格执行相关法律。死刑最终被废止，但19世纪晚期，一项针对“严重猥亵罪”的广泛法律仍常被用来起诉男性间性行为。
20世纪初至中叶，法律常将同性恋男性定性为性犯罪者，例如喬治·克利珀特案。他承认曾与多名男子发生性行為，因此被判终身监禁。1969年，加拿大通过1968－69年刑法修正法案，废除双方成年人自愿同性性行为的刑事罪名。该法案由时任司法部长与总检察长的皮耶·特鲁多（后任总理）提出，他著名表示：“国家无权干涉人民的卧室。”
直至1973年，同性恋仍被归为精神疾病，许多“疗法”曾试图“矫正”同性性倾向，包括電擊療法、腦葉切除術与性傾向轉化療法。1973年，美国精神病学会决定不再将同性恋列为精神疾病，并将其从《精神疾病診斷與統計手冊》（DSM）中移除。1999年，美国心理学会亦在其倫理守則中明确指出，将同性恋视为心理问题、性偏差或心理病态是违反伦理的。
同性婚姻于2003年在安大略省合法化，至2005年7月20日，《民事婚姻法》在全国生效，使加拿大成为欧洲以外首个、全球第四个全面承认同性婚姻的国家。同性伴侣收养权亦于各省／地区逐步获得承认。
如今，加拿大各省、地区及联邦政府全面禁止基于性倾向、性别认同或性别表达的就业、住房、公众及私人场所歧视；跨性别者可在全国各地依不同规定变更法律性别。

## 宪法框架

### 法律与平等权利

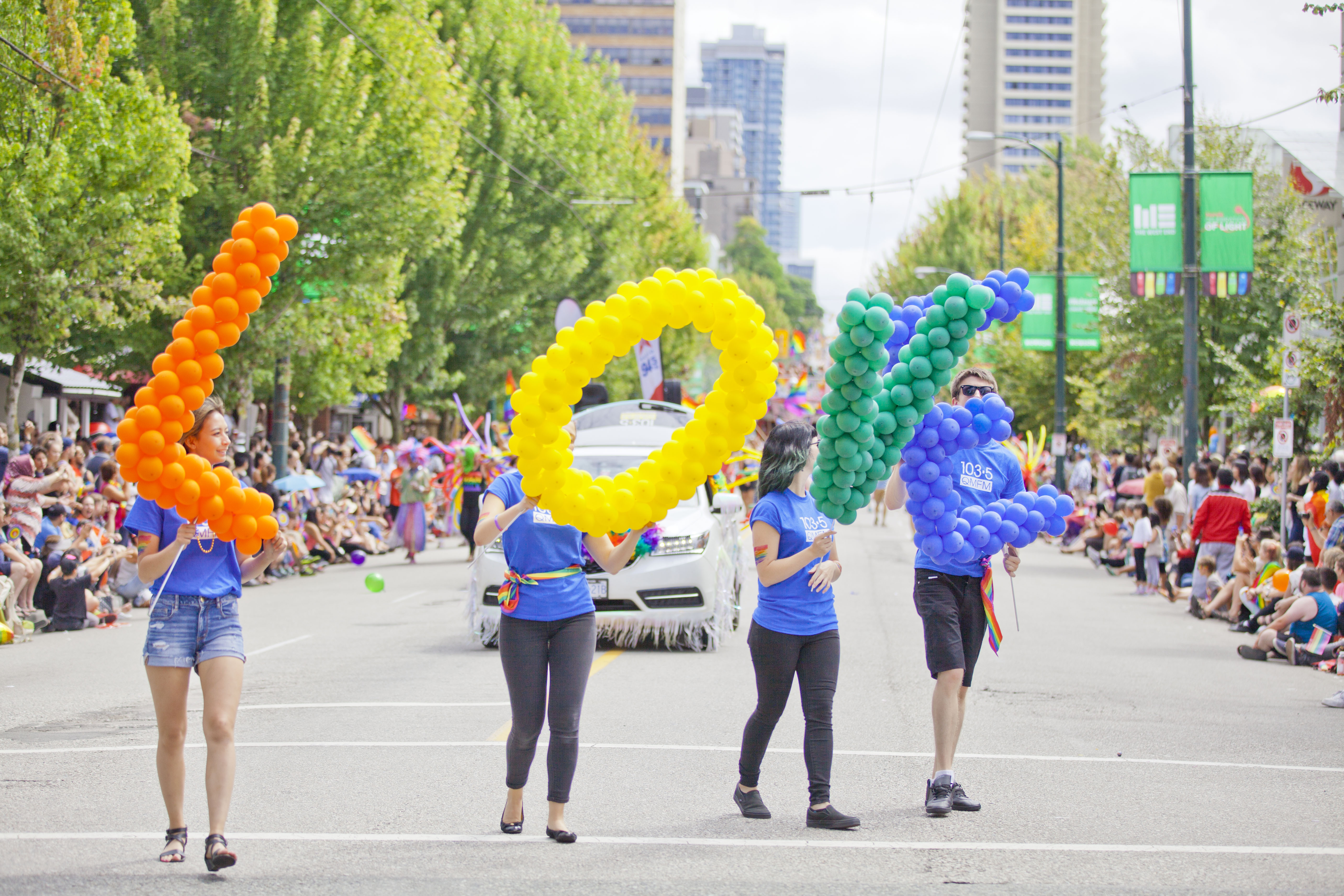
2016年温哥华骄傲游行的参与者

加拿大宪法并未明确赋予或否定LGBTQ+群体的权利，但加拿大最高法院裁定，《加拿大权利与自由宪章》第15条的开放性措辞，保障LGBTQ+群体免受基于性取向的歧视。第15(1)款条文如下：
第15条(1) 每个人在法律之前和法律之下都是平等的，并有权在不受歧视的情况下获得法律的平等保护和利益，特别是不得基于种族、国家或族裔出身、肤色、宗教、性别、年龄或身体或精神障碍而受到歧视。
第15(1)款旨在广泛防止歧视，其所列歧视依据（如种族、性别）为示例性质，并非封闭清单。1995年伊根诉加拿大案（Egan v. Canada）中，加拿大最高法院首次裁定“性取向”属于第15条保护范围内的类似类别，个人因此获得基于性取向的平等保护。此外，“性别”与“身体障碍”的解释也扩展至涵盖跨性别与HIV／性传播感染（详见下文的“歧视与骚扰保护”章节）。
正如2008年所重申的，“推动平等意味着构建一个人人都能确认自己在法律上被平等视为人类，并应当受到关怀、尊重与考虑的社会”。
第15条适用于所有加拿大法律及政府机关，包括执法机关；但该宪章不适用于私营部门。例如，若餐厅发生歧视事件，则应依据省级或联邦《人权法》提起投诉，而非依赖宪章。然而，由于宪章是宪法组成部分，属于国家最高法律，法院必须依据宪章精神解释其他法律，包括人权法。 在私人诉讼（如人权案件）中，“法院应不时从宪章价值出发，重新审视普通法是否与社会变迁保持一致”。 因此，宪章中的平等权为解读人权法提供基础指导。
在1998年的弗里恩特诉阿尔伯塔案（Vriend v Alberta）中，最高法院裁定该省未将性取向列为禁止歧视的理由，违反了宪章第15条。截至2017年，加拿大各省、地区及联邦政府均已明确将性取向与性别认同列入其《人权法》所禁止的歧视依据。

### 合理限制
整个《宪章》也受到第1条的一般限制约束，允许“在自由和民主社会中合理并可证实的法律限制”。加拿大最高法院通过“欧克斯测试”（Oakes Test）界定了该限制条款的适用方式。此类分析中可能涉及宪章权利之间的冲突。例如，第15条赋予的基于性取向的平等权，可能受到第2条所保护的宗教自由限制，反之亦然。此外，也可能受到宪法第93条中关于宗教学校的权利限制。

### 执行机制
在过去几十年中，加拿大LGBTQ+群体的权利获得了显著提升，许多进展来源于依据《加拿大权利与自由宪章》第15条做出的司法裁决。该条文收录于1982年制定、1985年正式生效的加拿大宪法。
部分案件通过联邦“法院挑战计划”（Court Challenges Program）获得资助。该计划自1985年起扩展至资助挑战联邦法律的平等权测试案件。部分省份也有针对省级法律挑战提供的资助方案，但各省政策差异较大。

### 尽管条款
此外，第15条受制于“尽管条款”（Notwithstanding Clause），允许联邦议会或各省立法机关声明某项法律可豁免宪章中特定条款效力，最长期限为五年，并可重复续期。
2000年，阿尔伯塔省修订其《婚姻法案》，将婚姻限定为一男一女。该法案引用了“尽管条款”，但因婚姻权属于联邦专属管辖，最终被认定无效。尽管条款仅能用于豁免宪章权利条款，并不能更改宪法中的联邦分权架构。该修正条文已于2005年自动失效。
联邦政府从未使用过该条款。一般认为其启用将被视为政治尴尬，意指承认某法律确实侵犯人权。
此外，“尽管条款”本身并非政府滥用政治权力的通行证。第三十三条如宪章整体一样，也受到第一条的约束，且仅适用于第2条与第7至15条，无法用于覆盖或更改第1条。

## 除罪化
由於1967年一項立法的引入，同性之間的性行為最終於1969年被除罪化。當時立法的加拿大司法部長和總檢察長皮埃爾·特魯多（之後成為加拿大總理）發表了著名的評論，說道：「國家在人民的房間中沒有任何存在的空間。」

## 同性婚姻
2003年開始，加拿大同性婚姻在全國十個省份當中的八個、三個領地之中的一個獲得合法化。
2005年7月20日，隨著民事婚姻法在全國生效，加拿大成為美洲第一、全球第四個合法化同性婚姻的國家。
同性戀領養在各省和領地根據不同的法律已經被合法化。僱傭、住房時基於性取向的歧視在全國被法律禁止。禁止基於性別認同和表達的歧視在各省各有不同。變性人在各省根據不同的法律可以轉換他們的法律性別。肛交行為的自願年齡，無論同性戀或異性戀，都為18歲；口交為16歲。
加拿大常常被引述為全球對待同性戀者最友好的國家之一，而加拿大最大的城市，多倫多、滿地可、溫哥華和渥太華都有其自己的同志村，並被冠名為全球對同性戀最友好的城市。2015年調查表明，絕大部分加拿大人贊同同性婚姻。
1. ↑  Filice, Michelle. . The Canadian Encyclopedia. 2023-09-21  [2025-03-01]. 已忽略未知参数|orig-date= (帮助)
2. ↑  Hamish. . The Drummer's Revenge. 2007-08-19  [2015-09-14].
3. ↑  Hamish. . The Drummer's Revenge. 2007-09-09  [2015-09-14].
4. ↑  . CBC News. 1967-12-21. （原始内容存档于2017-01-06）.
5. ↑  Walter S. Tarnopolsky, William F. Pentney & John D. Gardner (编), 《Discrimination and the Law》, (Thomson, 2004年, 加拿大安大略省斯卡伯勒), 第7A-21页, ISBN 0-88820-214-8
6. ↑  . 加拿大司法部. 1999-11-09  [2021-04-09].
7. ↑  《1982年宪法法案》第52条第1款
8. ↑  . 加拿大司法部. 1999-11-09  [2021-04-09].
9. ↑  . 加拿大法院挑战计划. （原始内容存档于2006-04-11）.
10. ↑  Peltz, Arne; Gibbons, Betsy. . 1999. （原始内容存档于2006-05-09）.
11. ↑  阿尔伯塔《婚姻法案》，2000年修订版，已于2007年存档
12. ↑  . CanLII. 2004-12-09  [2021-04-09].